# Policatione
Un policatione è un polielettrolita che presenta nella sua struttura gruppi carichi positivamente. Generalmente i gruppi cationici sono delle ammine protonabili o sali di ammonio quaternario. Questi polimeri possono essere utilizzati per diversi scopi, quali: vettori non virali per la terapia genica, resine a scambio anionico, supporti macromolecolari per componenti nanostrutturati e molto altro di simile.